# Solms-laubachia retropilosa
Solms-laubachia retropilosa är en korsblommig växtart som beskrevs av Viktor Petrovitj Botjantsev. Solms-laubachia retropilosa ingår i släktet Solms-laubachia och familjen korsblommiga växter. Inga underarter finns listade i Catalogue of Life.